# 압사형
압사형(壓死刑, crushing 또는 pressing)은 무거운 것으로 눌러 죽음에 이르게 하는 사형의 한 방법이다. 압사형은 그 잔인함으로 현재는 어느 국가에서도 실시되지 않는다.

## 코끼리 압사형

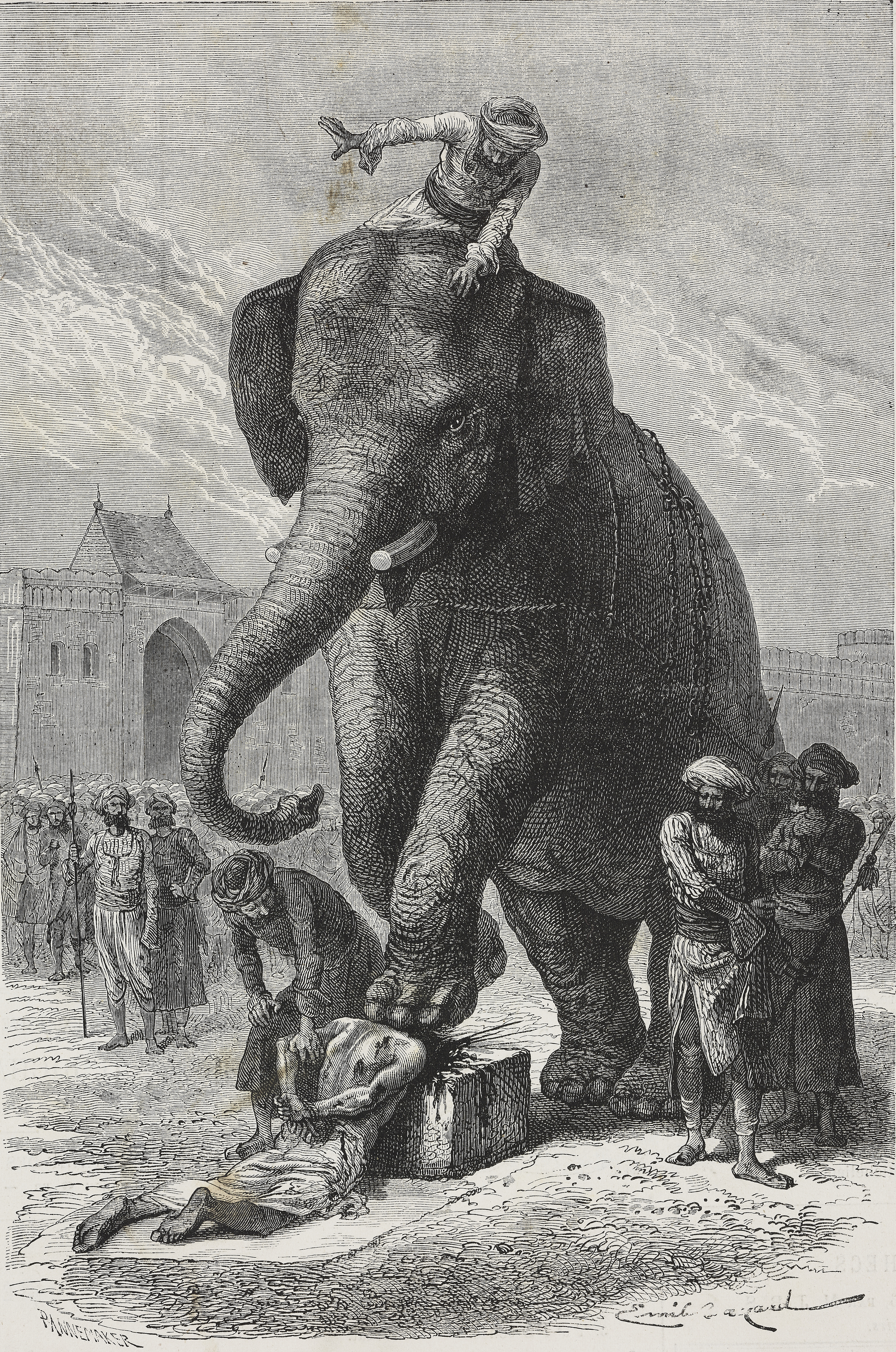
인도의 코끼리 압사형을 묘사한 그림 1868년

코끼리에 의한 압사형은 약 4,000년 이상 남아시아와 동남아시아에서 흔한 사형 방법의 하나였다. 로마 제국과 카르타고도 종종 이 방법을 사용하였다.

## 로마 신화
로마 신화에서 타르페이아는 돈을 받기로 하고 로마의 도시 문을 열어 사비니인들이 로마를 공격하도록 하여 로마를 배신한 로마의 처녀이다. 그러나, 그녀는 돈을 받는 대신 압사형에 처해졌고, 그녀의 시신은 타르페이아 바위에서 던져졌다. 또한, 이 방법은 19세기 초 베트남 응우옌 왕조에서 정적을 처벌하기 위해 광범위하게 이용되었다.

## 같이 보기
- 압상 증후군

## 추가 문헌
- McKenzie, Andrea. "'This Death Some Strong and Stout Hearted Man Doth Choose': The Practice of Peine Forte et Dure in Seventeenth- and Eighteenth-Century England". Law and History Review, Summer 2005, Vol. 23, No. 2, pp. 279–313.